# Холохоленко Олександр Улянович
Олександр Улянович Холохоленко (1905, місто Одеса, тепер Одеської області — розстріляний 1 вересня 1937, Київ) — український радянський партійний діяч, 2-й секретар Донецького обкому КП(б)У. Член ЦК КП(б)У в червні — серпні 1937 р.

## Біографія
Народився у жовтні 1905 року в родині робітника-опалювача. У 1916 році закінчив чотирикласну народну школи в Одесі. У жовтні 1916 — серпні 1918 р. — учень приватної палітурної майстерні в Одесі. У серпні 1918 — вересні 1921 р. — хлопчик приватного паперового магазину типографії Івана Маха в Одесі.
У вересні 1921 — серпні 1923 р. — учень Одеської школи фабрично-заводського навчання Січневих залізничних майстерень. У 1922 році вступив до комсомолу.
У серпні 1923 — квітні 1925 р. — підручний модельника Головних (Січневих) залізничних майстерень в місті Одесі.
Член РКП(б) з квітня 1924 року.
У квітні — вересні 1925 р. — секретар Іллічівського районного комітету комсомолу (ЛКСМУ) міста Одеси.
У вересні 1925 — квітні 1926 р. — відповідальний секретар Херсонського окружного комітету комсомолу (ЛКСМУ).
У квітні 1926 — червні 1927 р. — завідувач військового відділу ЦК ЛКСМУ, у червні 1927 — серпні 1928 р. — завідувач економічного відділу ЦК ЛКСМУ. У серпні 1928 — вересні 1929 р. — завідувач організаційного відділу і секретар ЦК ЛКСМУ в місті Харкові.
У вересні 1929 — лютому 1931 р. — слухач курсів марксизму-ленінізму при ЦВК СРСР у Москві.
У лютому 1931 — червні 1932 р. — завідувач організаційного відділу, у червні 1932 — серпні 1933 р. — секретар Ворошиловського міського комітету КП(б)У на Донбасі.
У серпні 1933 — березні 1935 р. — партійний організатор ЦК ВКП(б) Донецького металургійного заводу імені Сталіна в місті Сталіно Донецької області.
У березні 1935 — січні 1936 р. — завідувач відділу керівних партійних органів Донецького обласного комітету КП(б)У.
У лютому 1936 — липні 1937 р. — 2-й секретар Донецького обласного комітету КП(б)У.
Заарештований 7 липня 1937 року. Розстріляний 1 вересня 1937 року в Києві.